# Scawfell Island
Scawfell Island è un'isola che fa parte delle Cumberland Islands. È situata nel mar dei Coralli al largo della costa centrale del Queensland, in Australia, a nord-est della città di Mackay. L'isola fa parte del South Cumberland Islands National Park assieme a St Bees Island, Cockermouth Island e una parte di Keswick Island.
Scawfell dista 60 km dalla costa australiana, ha una superficie di 21,8 km² e un'altezza massima di 397 m.

## Storia
Identificata come parte delle "Cumberland Isles Group" dal capitano James Cook nel 1770. L'isola di Scawfell fu designata con la sigla "L" dal tenente Matthew Flinders, a bordo della HMS Investigator nel 1802. Fu chiamata Scawfell Island nel 1879 dall'ispettore marittimo dell'ammiragliato E. P. Bedwell  che chiamò ogni isola del gruppo come località del distretto dei laghi del Cumberland (ora Cumbria), in Inghilterra; Scawfell (ora Scafell Pike) è il nome della montagna più alta d'Inghilterra, e si trova in Cumbria.